# GAMA
Исследование галактик и скоплений масс (англ. Galaxy And Mass Assembly survey (GAMA)) — проект по использованию последнего поколения наземных и космических исследовательских инструментов с целью изучения космологии, образования и эволюции галактик. GAMA сводит воедино данные из различных инструментов международного класса:
- Англо-австралийский телескоп (AAT),
- VLT Исследовательский Телескоп (VST)
- Астрономический телескоп для наблюдений в видимом и инфракрасном спектрах[англ.] (VISTA)
- Australian Square Kilometre Array Pathfinder (ASKAP)
- Гершель (космическая_обсерватория)
- GALEX Наблюдатель Галактической эволюции (GALEX)

Данные, полученные на этих инструментах, будут использоваться для построения, максимально достижимого для уровня техники, базы фотометрических и спектроскопических данных для около 375 тыс. галактик в близлежащей области вселенной, в области неба, охваченной телесным углом более 360 град2, на основе опроса спектроскопического красного смещения на инструменте AAOmega спектрографа ААТ.
Главной целью исследования GAMA является изучение на разрешениях от 1 кпк до 1 Мпк. Это включает галактические кластеры, группы, слияния и грубые измерения галактических структур (т. е. выпуклостей и дисков). Именно на этих масштабах, где барионы играют важную роль в формировании галактик и последующих эволюционных процессов, и где наше понимание структуры во вселенной недостаточно.
Основной целью исследования GAMA, является тестирование парадигмы формирования структуры CDM. В частности, ключевые научные цели:
- Измерение функции масс гало темной материи для групп и скоплений, используя измерения дисперсии групповой скорости.
- Комплексное определение функции галактической звездной массы к массе Магелланового Облака по принуждающим процессам барионной обратной связи.
- Прямое измерение темпов происходящих слияний галактики в зависимости от массы, как соотношение масс к местной окружающей среде и типе галактики.

В августе 2012 года Исследование GAMA получило всемирное внимание в связи с оглашением им галактической системы, очень похожей на нашу собственную систему Млечный Путь - Магелланово Облако, с центром в GAMA202627.